# Аримацу (Аичи)
Варош Аримацу (јап. 有松町) Arimatsu-chō је варош у префектури Аичи, Јапан. Железничка станица Аримацу на линији Меитецу-Нагоја, удаљена је око 11 км југоисточно од центра Нагоје. Варош је спојена у Нагоју 1. децембра 1964. године, а сада је део Мидори-ку (Нагоја).
Битка код Окехазама 1560. одграла се на подручју овое вароши. Ода Нобунага поражен Имагава Јошимото и поставио себе као једног од првих господара рата у Сенгоку периода.
То је историјски центар шибори или израда кравата бојењем, настала у седамнестом веку, која датира још из 1608. године.